# Reddellobus troglobius
Reddellobus troglobius är en mångfotingart som beskrevs av Ottis Robert Causey 1975. Reddellobus troglobius ingår i släktet Reddellobus och familjen Typhlobolellidae. Inga underarter finns listade i Catalogue of Life.